# Euphyia gelatina
Euphyia gelatina là một loài bướm đêm trong họ Geometridae.